# Quyền LGBT ở Qatar
Quyền đồng tính nữ, đồng tính nam, song tính và chuyển giới (tiếng Ả Rập: مثليه ، مثلي الجنس ، المخنثين والمتحولين جنسيا) đối mặt với những thách thức pháp lý mà những người không phải là LGBT không gặp phải. Đồng tính luyến ái là bất hợp pháp ở Qatar, và các công việc văn hóa thịnh hành xem đồng tính luyến ái và mặc quần áo chéo. Chính phủ Qatar không công nhận hôn nhân đồng giới hoặc quan hệ đối tác dân sự, cũng không cho phép người dân ở Qatar tranh cử cho quyền LGBT.
Vào tháng 11 năm 2008, nghệ sĩ người Anh George Michael đã biểu diễn tại một buổi hòa nhạc thành công ở Qatar, khiến anh trở thành nhạc sĩ đồng tính công khai đầu tiên biểu diễn ở Qatar. Điều này đã không phản ánh một sự thay đổi lớn hơn trong chính sách.

## Bộ luật hình sự
Từ năm 2004, Điều 296 Bộ luật hình sự hiện hành (Luật 11/2004) quy định phạt tù từ 1 đến 3 năm đối với việc cắt xén giữa nam giới. Đây là một sửa đổi nhỏ của luật ban đầu quy định hình phạt tù lên đến năm năm đối với đồng tính luyến ái nam.
Năm 1998, một công dân Mỹ đến thăm Qatar đã bị kết án sáu tháng tù giam và 90 roi vì hoạt động đồng tính luyến ái. Vào những năm 1990, Cơ quan tuyển dụng lao động nước ngoài Philippines đã thông báo cho người lao động Philippines rằng người lao động đồng tính bị cấm ở Qatar. Điều này là để đáp trả một số vụ bắt giữ hàng loạt và trục xuất công nhân Philippines ở Qatar, vì đồng tính luyến ái.
Năm 2016, ngôi sao Instagram King Luxy của Ả Rập Xê Út đã bị bắt tại Qatar vì bị cáo buộc là đồng tính luyến ái. Ông đã dành 2 tháng giam giữ trước khi được thả ra.

## Bảng tóm tắt
| Hoạt động tình dục đồng giới hợp pháp                                                                                       | (Hình phạt: Phạt tiền và phạt tù tới 7 năm)                         |
| Độ tuổi đồng ý | No                                                                  |
| Luật chống phân biệt đối xử trong việc làm                                                                                  | No                                                                  |
| Luật chống phân biệt đối xử trong việc cung cấp hàng hóa và dịch vụ                                                         | No                                                                  |
| Luật chống phân biệt đối xử trong tất cả các lĩnh vực khác (bao gồm phân biệt đối xử gián tiếp, ngôn từ kích động thù địch) | No                                                                  |
| Hôn nhân đồng giới | No                                                                  |
| Công nhận các cặp đồng giới                                                                                                 | No                                                                  |
| Con nuôi của các cặp vợ chồng đồng giới                                                                                     | No                                                                  |
| Con nuôi chung của các cặp đồng giới                                                                                        | No                                                                  |
| Người đồng tính nam và đồng tính nữ được phép phục vụ công khai trong quân đội                                              | No                                                                  |
| Quyền thay đổi giới tính hợp pháp                                                                                           | yes                                                                 |
| Truy cập IVF cho đồng tính nữ                                                                                               | No                                                                  |
| Mang thai hộ thương mại cho các cặp đồng tính nam                                                                           | (Bất hợp pháp cho tất cả các cặp vợ chồng bất kể xu hướng tình dục) |
| Nam có quan hệ tình dục với nam được phép hiến máu                                                                          | No                                                                  |